# Terry Adams (Musiker)

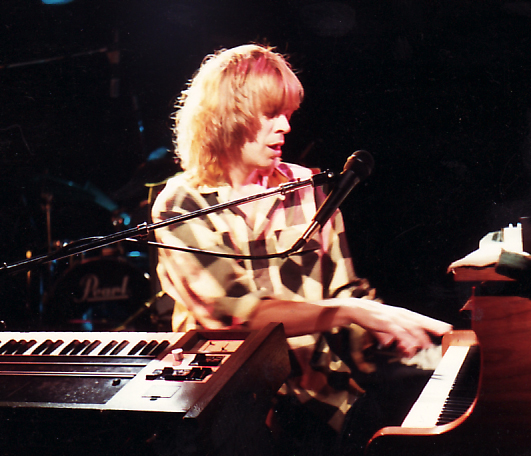
Terry Adams (2007 im Harpo's, Victoria; Foto: Guy MacPherson)

Terry Douglas Adams (* 14. August 1948 in Louisville (Kentucky)) ist ein amerikanischer Fusionmusiker (Keyboards, Komposition), der vor allem als Mitglied von NRBQ bekannt wurde.

## Leben und Wirken
Adams, dessen Bruder Donn ebenfalls Musiker ist, spielte zunächst in diversen Rockgruppen in Louisville, wo er auch den Gitarristen Steve Ferguson traf, mit dem er nach Florida ging. Dort trafen sie auf den Bassisten Joey Spampinato, den Schlagzeuger Tom Staley und den Sänger Frank Gadler, mit denen sie 1967 NRBQ gründeten. Die Gruppe zog dann nach New York City, wo sie 1969 einen Plattenvertrag erhielt. Adams gehört der Band bis heute an, tourte mit ihr regelmäßig und war an allen Alben der Band beteiligt. Daneben holte ihn Carla Bley in ihre Gruppe, mit der er auf den Alben European Tour 1977, Musique Mechanique, aber auch auf den Aufnahmen von Nick Mason’s Fictitious Sports (1979) zu hören ist. 1995 veröffentlichte er unter eigenem Namen das Jazzalbum Terrible, auf dem er Musikern wie Sun Ra oder Gary Windo Tribut zollte. Mit Iggy Pop schrieb er den Song Evil California, der auch im Soundtrack des Spielfilms Short Cuts Verwendung fand (wo er zudem im Low Note Quintet Annie Ross begleitete). Tom Lord zufolge war er zwischen 1977 und 2000 an 22 Aufnahmesitzungen im Bereich des Jazz beteiligt.

## Diskographische Hinweise
- Terry Adams Terrible (New World Records, 1995, mit Jim Hoke, Marshall Allen, Noel Scott, Dave Gordon, Tyrone Hill, Roswell Rudd, Donn Adams, Jim Gordon, Johnny Spampinato, John Sebastian, Joey Spampinato, Greg Cohen, Pete Toigo, Tom Ardolino, Bobby Previte)
- Terry Adams & Steve Ferguson Louisville Sluggers (Clang!, 1996)
- Terry Adams & Marshall Allen Ten by Two (Edisun, 1996–97)[3]
- Rhythm Spell (Clang!, 2007)
- Love Letter to Andromeda (Clang!, 2008)
- Holy Tweet (Clang!, 2009)
- The Terry Adams Rock & Roll Quartet Crazy 8’s (Clang!, 2010)
- Talk Thelonious (Clang!, 2015)